# Se ci sei batti due colpi
Se ci sei batti due colpi (The Time of Their Lives) è un film interpretato da Bud Abbott e Lou Costello, meglio noti in Italia come Gianni e Pinotto.

## Trama
Durante la rivoluzione americana vengono uccisi Horatio Prim e Melody Allen creduti traditori. I corpi vengono gettati in un pozzo. I due fantasmi non possono uscire dal luogo finché non provano di non essere traditori. Per dimostrarlo entrano nella casa del posto alla ricerca della lettera che Washington ha scritto a Horatio. Gli abitanti della casa, tra i quali c'è il dottor Greenway, scoprono la loro presenza, nonostante non si vedano, e li aiutano. Alla fine la lettera si ritrova e i fantasmi sono così liberi.

## Produzione
La regia è di Charles Barton, regista di fiducia della coppia che dirigerà loro altri sette film di seguito subito dopo questo più l'ultimo. Abbott e Costello interpretano poche scene insieme in questo film, come in quello precedente, Il piccolo gigante.